# Grand Prix moto de France 1970
Le Grand Prix moto de France 1970 est la deuxième manche du Championnat du monde de vitesse moto 1970. La compétition s'est déroulée du 15 au 17 mai 1970 sur le circuit Bugatti au Mans. C'est la 37e édition du Grand Prix moto de France et la 15e édition comptant pour le championnat du monde.

## Résultats des 500 cm³
| Pos  | Pilote              | Moto           | Temps/Écart       | Points |
| ---- | ------------------- | -------------- | ----------------- | ------ |
| 1    | Giacomo Agostini    | MV Agusta      | 1 h 09 min 11 s 3 | 15     |
| 2    | Ginger Molloy       | Kawasaki       | +48 s 3           | 12     |
| 3    | Alberto Pagani      | LinTo          | +1 min 00 s 5     | 10     |
| 4    | Angelo Bergamonti   | Aermacchi      | +1 min 13 s 8     | 8      |
| 5    | Brian Steenson      | Seeley         | +1 min 37 s 2     | 6      |
| 6    | Gyula Marsovszky    | Kawasaki       | +1 tour           | 5      |
| 7    | Alan Barnett        | Seeley         | +1 tour           | 4      |
| 8    | Christian Ravel     | Kawasaki       | +1 tour           | 3      |
| 9    | Éric Offenstadt     | Kawasaki       | +1 tour           | 2      |
| 10   | André-Luc Appietto  | Paton          | +1 tour           | 1      |
| 11   | Tommy Robb          | Seeley         | +1 tour           |        |
| 12   | Dave Simmonds       | Kawasaki       | +2 tours          |        |
| 13   | Pierre-Louis Tebec  | Kawasaki       | +2 tours          |        |
| 14   | Werner Bergold      | LinTo          | +2 tours          |        |
| 15   | Hervé Lansac        | Kawasaki       | +2 tours          |        |
| 16   | Karl Hoppe          | Münch-URS      | +3 tours          |        |
| 17   | Jean-Claude Costeux | Aermacchi      | +4 tours          |        |
| Abd. | Theo Louwes         | Kawasaki       | Abandon           |        |
| Abd. | René Guili          | Matchless      | Abandon           |        |
| Abd. | Bosse Granath       | Husqvarna      | Abandon           |        |
| Abd. | Jack Findlay        | Seeley         | Abandon           |        |
| Abd. | Terry Dennehy       | Drixton-Honda  | Abandon           |        |
| Abd. | Jacques Roca        | Metisse-Suzuki | Abandon           |        |
| Abd. | Roberto Gallina     | Paton          | Abandon           |        |
| Abd. | Billie Nelson       | Paton          | Abandon           |        |
| Abd. | Theo Louwes         | Kawasaki       | Abandon           |        |
| Abd. | Karl Auer           | Matchless      | Abandon           |        |
| Abd. | Didier Dumesnil     | LinTo          | Abandon           |        |
| Abd. | Godfrey Nash        | Tickle Norton  | Abandon           |        |
| Abd. | John Blanchard      | Seeley         | Abandon           |        |
| Abd. | Lewis Young         | Drixton-Honda  | Abandon           |        |
| Abd. | Marty Lunde         | Crescent       | Abandon           |        |
| Abd. | John Burgess        | Norton         | Abandon           |        |
| Abd. | Keith Turner        | LinTo          | Abandon           |        |
| Abd. | Walter Rungg        | Aermacchi      | Abandon           |        |
| Abd. | Jean-Pierre Naudon  | Matchless      | Abandon           |        |
| Abd. | Thierry Tchernine   | Velocette      | Abandon           |        |
| Abd. | Ali Moulay          | Paton          | Abandon           |        |
| Abd. | Steve Ellis         | LinTo          | Abandon           |        |

## Résultats des 250 cm³
| Pos  | Pilote              | Moto      | Temps             | Points |
| ---- | ------------------- | --------- | ----------------- | ------ |
| 1    | Rodney Gould        | Yamaha    | 1 h 00 min 11 s 0 | 15     |
| 2    | Santiago Herrero    | OSSA      | +1 min 00 s 0     | 12     |
| 3    | László Szabó        | MZ        | +1 min 00 s 9     | 10     |
| 4    | Jarno Saarinen      | Yamaha    | +1 min 18 s 3     | 8      |
| 5    | Angelo Bergamonti   | Aermacchi | +1 min 30 s 8     | 6      |
| 6    | Bosse Granath       | Yamaha    | +1 min 53 s 2     | 5      |
| 7    | Gyula Marsovszky    | Yamaha    | +1 tour           | 4      |
| 8    | Cees van Dongen     | MZ        | +1 tour           | 3      |
| 9    | Seppo Kangasniemi   | Yamaha    | +1 tour           | 2      |
| 10   | Christian Bourgeois | Yamaha    | +1 tour           | 1      |
| 11   | Ingemar Larsson     | Yamaha    | +2 tours          |        |
| 12   | Teuvo Länsivuori    | Yamaha    | +2 tours          |        |
| 13   | Jean-Claude Costeux | Aermacchi | +2 tours          |        |
| 14   | Larbi Habbiche      | Yamaha    | +3 tours          |        |
| 15   | Gérard Rolland      | OSSA      | +3 tours          |        |
| 16   | Christian Ravel     | Kawasaki  | +5 tours          |        |
| 17   | Jean Auréal         | Yamaha    | +7 tours          |        |
| Abd. | Kent Andersson      | Yamaha    | Abandon           |        |
| Abd. | Börje Jansson       | Yamaha    | Abandon           |        |
| Abd. | Dieter Braun        | MZ        | Abandon           |        |
| Abd. | Matti Salonen       | Yamaha    | Abandon           |        |
| Abd. | Ginger Molloy       | Bultaco   | Abandon           |        |
| Abd. | Günter Bartusch     | MZ        | Abandon           |        |
| Abd. | Tommy Robb          | Shepherd  | Abandon           |        |
| Abd. | Éric Offenstadt     | Kawasaki  | Abandon           |        |
| Abd. | José Medrano        | Bultaco   | Abandon           |        |
| Abd. | Klaus Huber         | Yamaha    | Abandon           |        |
| Abd. | Walter Villa        | Villa     | Abandon           |        |
| Abd. | Brian Steenson      | Aermacchi | Abandon           |        |
| Abd. | Theo Louwes         | Aermacchi | Abandon           |        |
| Abd. | Heinz Kriwanek      | Honda     | Abandon           |        |
| Abd. | Jean-Louis Pasquier | Yamaha    | Abandon           |        |
| Abd. | Michel Rougerie     | Honda     | Abandon           |        |
| Abd. | Heinrich Rosenbusch | Yamaha    | Abandon           |        |
| Abd. | René Hordelalay     | Yamaha    | Abandon           |        |
| Abd. | Marty Lunde         | Yamaha    | Abandon           |        |
| Abd. | Toni Gruber         | Yamaha    | Abandon           |        |

## Résultats des 125 cm³
| Pos  | Pilote             | Moto          | Temps        | Points |
| ---- | ------------------ | ------------- | ------------ | ------ |
| 1    | Dieter Braun       | Suzuki        | 54 min 00 s  | 15     |
| 2    | Börje Jansson      | Maico         | +29 s 3      | 12     |
| 3    | Günter Bartusch    | MZ            | +29 s 4      | 10     |
| 4    | Heinz Kriwanek     | Rotax         | 3 min 00 s 5 | 8      |
| 5    | Toni Gruber        | Maico         | +1 tour      | 6      |
| 6    | Eugenio Lazzarini  | Morbidelli    | +1 tour      | 5      |
| 7    | László Szabó       | MZ            | +1 tour      | 4      |
| 8    | Pierre Viura       | Maico         | +1 tour      | 3      |
| 9    | Jean Auréal        | Yamaha        | +1 tour      | 2      |
| 10   | Teuvo Länsivuori   | Yamaha        | +1 tour      | 1      |
| 11   | Pierre Audry       | Aermacchi     | +1 tour      |        |
| 12   | Klaus Huber        | Maico         | +1 tour      |        |
| 13   | Herbert Mann       | MZ            | +1 tour      |        |
| 14   | Matti Salonen      | Yamaha        | +2 tours     |        |
| 15   | Hans Greub         | Maico         | +2 tours     |        |
| 16   | Ryszard Mankiewicz | MZ            | +2 tours     |        |
| 17   | Pierre Blosser     | Aermacchi     | +2 tours     |        |
| 18   | Walter Villa       | Villa         | +3 tours     |        |
| 19   | Jan de Vries       | MZ            | +3 tours     |        |
| 20   | Daniel Crivello    | Nougier-Maico | +6 tours     |        |
| Abd. | Angel Nieto        | Derbi         | Abandon      |        |
| Abd. | Angelo Bergamonti  | Aermacchi     | Abandon      |        |
| Abd. | Dave Simmonds      | Kawasaki      | Abandon      |        |
| Abd. | Cees van Dongen    | Yamaha        | Abandon      |        |
| Abd. | John Dodds         | Aermacchi     | Abandon      |        |
| Abd. | Otello Buscherini  | Villa         | Abandon      |        |
| Abd. | Manfred Bernsee    | Maico         | Abandon      |        |
| Abd. | Jarno Saarinen     | Puch          | Abandon      |        |
| Abd. | Ginger Molloy      | Bultaco       | Abandon      |        |
| Abd. | Günter Fischer     | Maico         | Abandon      |        |
| Abd. | José Medrano       | Bultaco       | Abandon      |        |
| Abd. | Jacques Roca       | Derbi         | Abandon      |        |
| Abd. | Thierry Tchernine  | Maico         | Abandon      |        |
| Abd. | Etienne Delamarre  | Nougier-Maico | Abandon      |        |
| Abd. | Georges Fougeray   | Villa         | Abandon      |        |
| Abd. | Jan Huberts        | MZ            | Abandon      |        |
| Abd. | Claude Ben El Hadj | Maico         | Abandon      |        |
| Abd. | Michel Rougerie    | Maico         | Abandon      |        |

## Résultats des 50 cm³
| Pos  | Pilote              | Moto       | Temps         | Points |
| ---- | ------------------- | ---------- | ------------- | ------ |
| 1    | Angel Nieto         | Derbi      | 35 min 00 s 6 | 15     |
| 2    | Aalt Toersen        | Jamathi    | +23 s 4       | 12     |
| 3    | Rudolf Kunz         | Kreidler   | +1 min 26 s 1 | 10     |
| 4    | Jos Schurgers       | Kreidler   | +1 min 31 s 7 | 8      |
| 5    | Martin Mijwaart     | Jamathi    | +2 min 13 s 9 | 6      |
| 6    | Salvador Cañellas   | Derbi      | +2 min 18 s 6 | 5      |
| 7    | Juan Bordons        | Derbi      | +2 min 26 s 4 | 4      |
| 8    | Eugenio Lazzarini   | Morbidelli | +1 tour       | 3      |
| 9    | Ludwig Faßbender    | Kreidler   | +1 tour       | 2      |
| 10   | Harald Bartol       | Kreidler   | +1 tour       | 1      |
| 11   | Jacques Roca        | Derbi      | +1 tour       |        |
| 12   | André Millard       | Kreidler   | +1 tour       |        |
| 13   | Adrijan Bernetic    | Tomos      | +1 tour       |        |
| 14   | Etienne Delamarre   | Kreidler   | +1 tour       |        |
| 15   | Charly Dubois       | Guazzoni   | +1 tour       |        |
| 16   | Yves Le Toumelin    | Kreidler   | +2 tours      |        |
| 17   | Jacques Deneux      | Kedesuho   | +2 tours      |        |
| 18   | Jean-Claude Cachou  | Derbi      | +2 tours      |        |
| 19   | Bernard Hausel      | Kreidler   | +2 tours      |        |
| 20   | Gerhard Thurow      | Kreidler   | +3 tours      |        |
| 21   | Pierre Zurcher      | Honda      | +3 tours      |        |
| 22   | Jan de Vries        | Kreidler   | +3 tours      |        |
| 23   | Cees van Dongen     | Kreidler   | +3 tours      |        |
| Abd. | Gilberto Parlotti   | Tomos      | Abandon       |        |
| Abd. | Manfred Bernsee     | Maico      | Abandon       |        |
| Abd. | Mokhfi Layachi      | Guazzoni   | Abandon       |        |
| Abd. | Jean-Louis Pasquier | Derbi      | Abandon       |        |
| Abd. | C. Moreau           | Guazzoni   | Abandon       |        |
| Abd. | Pierre Audry        | Derbi      | Abandon       |        |
| Abd. | Otello Buscherini   | Itom       | Abandon       |        |
| Abd. | Ben Layachi         | Guazzoni   | Abandon       |        |

## Résultats des Side-Cars
| Pos  | Pilote                | Passager            | Moto         | Temps         | Points |
| ---- | --------------------- | ------------------- | ------------ | ------------- | ------ |
| 1    | Klaus Enders          | Wolfgang Kalauch    | BMW          | 52 min 59 s 9 | 15     |
| 2    | Georg Auerbacher      | Hermann Hahn        | BMW          | +40 s 3       | 12     |
| 3    | Siegfried Schazu      | Horst Schneider     | BMW          | +1 min 04 s 4 | 10     |
| 4    | Arsenius Butscher     | Josef Huber         | BMW          | +1 tour       | 8      |
| 5    | Helmut Lünemann       | Michael Stockel     | BMW          | +1 tour       | 6      |
| 6    | Jean-Claude Castella  | Albert Castella     | BMW          | +2 tours      | 5      |
| 7    | Joseph Duhem          | Pierre Longet       | BMW          | +2 tours      | 4      |
| 8    | Egon Schons           | Karl Lauterbach     | BMW          | +2 tours      | 3      |
| 9    | Gerhard Müller        | Willy Buchecker     | BMW          | +3 tours      | 2      |
| 10   | Gustav Pape           | Franz Kallenberg    | BMW          | +3 tours      | 1      |
| 11   | André Cailletet       | André Mauguier      | BMW          | +3 tours      |        |
| 12   | Kenneth Calenius      | Juhani Vesterinen   | BMW          | +3 tours      |        |
| 13   | Claude Lambert        | Francis Bourdon     | BMW          | +6 tours      |        |
| Abd. | Heinz Luthringshauser | Hans-Jürgen Cusnik  | BMW          | Abandon       |        |
| Abd. | Horst Owesle          | Julius Kremer       | Münch-URS    | Abandon       |        |
| Abd. | Rudi Kurth            | Dane Rowe           | CAT-Crescent | Abandon       |        |
| Abd. | Hermann Binding       | Helmut Fleck        | BMW          | Abandon       |        |
| Abd. | Tony Wakefield        | John Flaxman        | BMW          | Abandon       |        |
| Abd. | Georges Dumont        | Jean-Claude Bétemps | Honda        | Abandon       |        |